# Долгополов, Александр Фёдорович
Алекса́ндр Фёдорович Долгопо́лов (1899 или 1900, станица Романовская, Область Войска Донского — 12 марта 1977, Лагуна Бич, США) — русский военный и общественный деятель, капитан, участник Гражданской войны в России, деятель Белого движения на Юге России, первопоходник, корниловец. Разведчик и участник белого подполья в Харькове в 1919 году.
Эмигрант. С 1923 года — в США. Исследователь истории Русской Америки. Председатель Союза первопоходников в Калифорнии, член правления Представительства русских эмигрантов в США, член редколлегии журнала «Вестник первопоходника», издатель журнала «Первопоходник».

## Биография

### Первые годы
Александр Долгополов родился в 1899 или в 1900 году в станице Романовская Области Войска Донского. О ранних годах его жизни имеется достаточно мало сведений. По информации из собственных воспоминаний, во время Первой мировой войны служил на Кавказском фронте техником-чертёжником. По легенде, озвученной в 1919 году в большевистском Харькове, в послевоенное время работал на железной дороге в Донбассе.

### Участник Гражданской войны
В 18-летнем возрасте вступил в Добровольческую армию. Принимал участие в Первом кубанском походе в составе Корниловского ударного полка.
Весной 1919 года командованием Добровольческой армии с целью разведывательной деятельности был направлен в Харьков, являвшийся в то время тылом Южного фронта РККА с заданием доставить секретные бумаги городскому белогвардейскому подполью. В Харькове после разговора с начальником харьковского укреплённого района Френкелем ему удалось внедриться в Штаб обороны Харьковской крепостной зоны в качестве специалиста по строительству оборонительных укреплений. Участвовал в деятельности подпольного Харьковского главного центра Добровольческой армии.
Во время штурма Харькова войсками Добровольческой армии в 20-х числах июня 1919 года Долгополов способствовал переходу на сторону добровольцев советского Южного стрелкового полка во главе с сотником Канковым, бывшим офицером Текинского конного полка, сопровождавшим Лавра Корнилова в Быхове и после освобождения из Быховского сидения:391.
Эвакуирован из Крыма с частями Русской армии в ноябре 1920 года. Бедствовал в Константинополе в 1920 году. В 1923 году получил визу на въезд в США.

### В США
В США Долгополов попал в Нью-Йорк, откуда одним из первых на автомобиле по бездорожью проехал весь американский континент до западного побережья в районе Лос-Анджелеса. Там он устроился на работу в кинематографическую студию. Последующие 50 лет жизни он занимался изучением истории пребывания русских в Америке, изучал вопрос основания русского форта Росс в Калифорнии и Елизаветинской крепости на Гавайях. Собирал библиотеку редких книг и исторических документов о Русской Америке. Во время изучения окрестностей Форта-Росс некоторое время проживал в среде местных индейцев. В процессе изучения языка индейцев заявил об обнаружении в нём слов русского происхождения. Согласно выводам Долгополова, русские оказали определённое влияние на индейцев этой части Калифорнии.
Долгополов считался специалистом в области истории Аляски и Калифорнии, неоднократно выступал с докладами на эту тему и являлся консультантом при реставрации Форта-Росс. Являлся одним из основателей Общества друзей Форта-Росс в Лос-Анджелесе. Опубликовал ряд исторических исследований по истории Русской Америки, всего издал около 200 статей. Занимался коллекционированием предметов, относящихся к истории России и истории Русской Америки.
Являлся председателем Союза первопоходников в Калифорнии. В 1960 году был членом правления Представительства русских эмигрантов в США. С 1961 года по 1968 год — член редколлегии журнала «Вестник первопоходника». Позже являлся издателем двух журналов — «Родные дали» и «Первопоходник» (с 1971 года).
Умер 12 марта 1977 года в Лагуне Бич в Калифорнии.

## Сочинения
- Долгополов А. Мои приключения в Совдепии // Вооружённые силы на Юге России / сост, науч ред. и предисловие д.и.н., проф. Волков С. В.. — Москва: ЗАК Центрполиграф, 2003. — Т. 17. — С. 65—77. — 671 с. — (Россия забытая и неизвестная). — 3000 экз. — ISBN 5-9593-0666-1.
- Долгополов А. Библиография печатных трудов на темы войны, революции, истории и науки, изданных на территории России, освобожденной от большевиков, за время 1917—1922 гг. // Калифорнийское общество участников 1-го Кубанского генерала Корнилова похода. Первопоходник : журнал. — Лос-Анджелес: Издание Объединения первопоходников. Летопись белой борьбы., 1973, апрель. — Вып. 12.